# 리버 와일드
《리버 와일드》(영어: The River Wild)는 미국에서 제작된 커티스 핸슨 감독의 1994년 액션 스릴러 영화이다. 메릴 스트리프, 케빈 베이컨, 데이비드 스트러세언, 조지프 머젤로, 존 C. 라일리 등이 출연하였고, 데이비드 포스터 등이 제작에 참여하였다.
1995년 제52회 골든 글로브상에서 드라마 영화 부문 여우 주연상(스트리프)과 영화 부문 남우 조연상(베이컨) 후보에 올랐다.

## 출연진
- 메릴 스트리프
- 케빈 베이컨
- 데이비드 스트러세언
- 조지프 머젤로
- 존 C. 라일리
- 벤저민 브랫
- 다이앤 델러노
- 윌리엄 러킹
- 글렌 모샤워

## 기타 제작진
- 공동 제작: 데니스 오닐
- 배역: 낸시 클로퍼
- 미술: 빌 케니
- 의상: 말린 스튜어트
- 음악 작곡: 모리스 자르 (미사용, 크레디트 미기재)